# アムウェイ・アリーナ
アムウェイ・アリーナ（Amway Arena）はフロリダ州オーランドにあった屋内競技場。

## 概要
1989年1月29日にこけら落とし。当時はオーランド・アリーナ名義であった。1999年から、命名権をTDウォーターハウスが取得、TDウォーターハウス・センターになった。NBAのオーランド・マジック、WNBAのオーランド・ミラクル、アリーナフットボールリーグのオーランド・プレデターズの本拠地としても使用され、1992年には全米フィギュアスケート選手権とNBAオールスターゲームが開催された。2006年に命名権が失効した後、アムウェイがあらたに命名権を取得して現在の名称になった。しかしアムウェイ・センターの完成により、2010年9月30日のアメリカン・ダンスアイドルツアーを最後に閉場した。